# Республиканский стадион имени Тофика Бахрамова
Республиканский стадион имени Тофика Бахрамова (азерб. Tofiq Bəhramov adına Respublika Stadionu; первоначально Республиканский стадион им. Сталина, азерб. İosif Stalin adına Respublika stadionu ) — стадион в Баку, назван в честь азербайджанского арбитра Тофика Бахрамова. Официальное открытие республиканского стадиона состоялось 16 сентября 1951 года (тогда стадион ещё носил имя Сталина). На данный момент является основным домашним стадионом агдамского клуба «Карабах», а также сборной Азербайджана по футболу.

## История

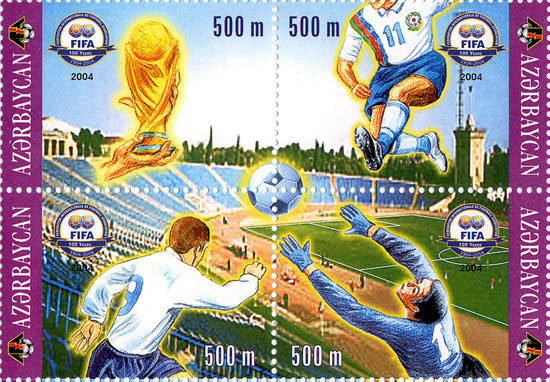
Изображение стадиона на почтовом блоке Азербайджана 2004 года

### Строительство стадиона
Строительство стадиона было начато в 1939 году, строительные работы были приостановлены с началом Великой Отечественной войны. После войны строительство продолжили и наконец в 1951 году спортивная арена открылась футбольной общественности республики. Республиканский стадион имени Сталина был рассчитан на 45 тысяч зрителей.
Значительный вклад в строительство стадиона внесли: авторы проекта — архитекторы Леонард Гонсиоровский, Олег Исаев, Георгий Сергеев; начальник строительных работ Ю. Рувинский; директор института растениеводства, специалист по травяному покрытию Ахундов; инженер  В. Поликарпов; рабочие Манаф Самедов, Мамед Мамедов, Аслан Гасанов, плотник Рагим Рагимов; строители Сулейман Гулиев, Ибрагим Ибрагимов, Джаббар Рагимов и др.
Бакинский стадион отличается от других стадионов, обычно имеющих замкнутую форму. Он представляет собой овал, в северной части которого расположены основные трибуны. Количество рядов зрительских мест доходит здесь до 44 и постепенно уменьшается по мере приближения к южным сторонам овала. Фланги постепенно убывающих рядов трибун закреплены двумя мощными и выразительными по своей архитектурной форме башнями. Размещенные между башнями южные трибуны, с небольшим количеством рядов, не мешают раскрытию стадиона в сторону парка. Перед зрителями, сидящими на основных, северных, трибунах, раскрывается красивая перспектива на город, на море. С целью создания лучшей видимости и для большей выразительности архитектурной формы стадиона, поперечные сечения трибун решены в виде вогнутой кривой, с увеличением крутизны к верхним рядам. Позднее стадион был достроен и получил уже полную О-образную форму. Достроенная часть стадиона сейчас является ложей для журналистов.

### Официальное открытие

Болельщики на стадионе в 2009 году (матч Азербайджан — Уэльс)

По первоначальному плану, открытие стадиона должно было состояться 6 сентября, но из-за того, что бакинский «Нефтяник» в тот день должен был принимать московский «Локомотив», церемонию перенесли на 16-е число. 16 сентября 1951 года в 13 часов 30 минут дня состоялось торжественное открытие стадиона, в котором приняло участие 8 тысяч спортсменов, а также Первый секретарь ЦК Компартии Азербайджана Мирджафар Багиров, генералы, адмиралы, посланцы других советских республик. С вступительным словом выступил секретарь ЦК Компартии Азербайджана Теймур Ягубов. Также на церемонии открытия выступили заместитель председателя комитета по делам физкультуры и спорта при  Совете министров СССР — С. Иванов и секретарь ЦК ЛКСМ Азербайджана — Назим Гаджиев. Наконец время настало для церемонии поднятия флага, которое осуществили спортсмены, имена которых навсегда вошли в историю Азербайджана. Это были борцы — Рашид Мамедбеков, Муса Бабабев, Ибрагим Дадашов, легкоатлет Хандадаш Мадатов, мастер спорта СССР Зулейха Гаджиева и другие.

### Первая игра
Так как первая игра на открытии стадиона носила принципиальный, и в какой-то степени политический характер, то футбольные функционеры не рискнули сделать матч «Нефтяник» — «Локомотив» матчем открытия, хотя «Нефтяник» выиграл у железнодорожников со счетом 2-0. В 1951 году «Нефтяник» выступал ещё в 1-й лиге чемпионата СССР и был одним из главных кандидатов за выход в высшую лигу, занимая третью позицию в турнирной таблице. Поэтому было решено не искушать судьбу, и в соперники был выбран вильнюсский «Спартак», который к тому дню находился на 5-м месте и также вёл борьбу за выход в высшую лигу. Несмотря на это, «Нефтяник» всё-таки смог одержать историческую победу в исторический для республики день. 4-0 и крупная победа бакинцев. Футболистом, вошедшим в историю стадиона и футбола, как автор 1-го мяча (на 30-й минуте) стал знаменитый азербайджанский форвард — Алекпер Мамедов.

### Дальнейшая история
После XX съезда КПСС стадиону присвоили имя Ленина. Когда же в 1993 году умер Тофик Бахрамов, стадион стал носить фамилию футбольного арбитра.
16 августа 2012 года стадион имени Тофика Бахрамова открылся после реконструкции. В церемонии открытия принял участие президент страны Ильхам Алиев. Работы были проведены корейской компанией Samhwa Telecom. Таким образом количество сидячих мест увеличилось до 31 200.
В сентябре-октябре этого же года на стадионе состоялись матчи чемпионата мира среди девушек до 17 лет, включая матч открытия и финальную игру.

Общий вид стадиона в 2012 году